# Turquía en los Juegos Olímpicos de Barcelona 1992
Turquía estuvo representada en los Juegos Olímpicos de Barcelona 1992 por un total de 41 deportistas, 35 hombres y 6 mujeres, que compitieron en 10 deportes.
El portador de la bandera en la ceremonia de apertura fue el tirador con arco Kerem Ersü.

## Medallistas
El equipo olímpico turco obtuvo las siguientes medallas:
| Nombre            | Deporte            | Competición |
| ----------------- | ------------------ | ----------- |
| Oro               |                    |             |
| Naim Süleymanoğlu | Halterofilia       | 60 kg M     |
| Mehmet Akif Pirim | Lucha grecorromana | 62 kg M     |
| Plata             |                    |             |
| Hakkı Başar       | Lucha grecorromana | 90 kg M     |
| Kenan Şimşek      | Lucha libre        | 90 kg M     |
| Bronce            |                    |             |
| Ali Kayalı        | Lucha libre        | 100 kg M    |
| Hülya Şenyurt     | Judo               | –48 kg F    |